# (7073) Rudbelia
(7073) Rudbelia (1972 RU1) – planetoida z pasa głównego asteroid okrążająca Słońce w ciągu 3,48 lat w średniej odległości 2,29 j.a. Odkryta 11 września 1972 roku.